# Субординація

## Етимологія[1]
Субордина́ція (лат. subordinatio, sub — під, ordino — призначаю, керую) — вид службових відносин, що передбачає підпорядкування  для нижчої за рангом (посадою, званням) службової особи виконання рішень (наказів) і вимог вищестоящої особи, а також дотримання у цих відносинах правил службової дисципліни, етики і відповідальності.
н. Subordinatión «підпорядкування», фр. англ. subordination «тс.» походять від слат. subōrdināre «підпорядковувати», утвореного з лат. sub- «під-» і ōrdināre «упорядковувати», похідного від ōrdo «порядок, ряд»; р. болг. субордина́ция, бр. субардына́цыя, п. subordynacja, ч. subordinace, слц. subordinácia, вл. subordinacija, м. схв. субордина́циjа, слн. subordinácija;
У середині 15 ст., subordinacioun «ієрархічний порядок; акт постановки на нижчий ранг або посаду» від середньовічної латинської мови subordinationem (називний відмінок subordinatio), іменник дії від причастя минулого часу від subordinare «поставити на нижчий рівень».
Значення «умова бути належним чином підпорядкованим» у звичайному сучасному розумінні походить з 1736 року. Альтернативна підпорядкованість (1630-ті роки).
У середині 15 ст., subordinat, «має нижчий ранг, влаштований таким чином, що він залежить від іншого», від середньовічної латині subordinatus «розміщений у нижчому порядку, зроблений підлеглим», дієприкметник минулого часу від subordinare «розмістити в нижчому порядку,» від латинського sub «під» (див. sub-) + ordinare «впорядковувати, упорядкувати», від ordo (род. ordinis) «ряд, ряд, ряд, розташування» (див. порядок (n.)). Пов’язані: Підпорядкування; підлеглий; підпорядковано. Для «класифікаційного рангу підряду або того, що відноситься до нього» використовується субординальний (1842).
| Слово                           | Мова              |
| ------------------------------- | ----------------- |
| subordination «тс.»             | англійська        |
| субардына́цыя                    | білоруська        |
| субордина́ция                    | болгарська        |
| subordinacija                   | верхньолужицька   |
| sub- «під-»                     | латинська         |
| субордина́циjа                   | македонська       |
| Subordinatión «підпорядкування» | німецька          |
| subordynacja                    | польська          |
| субордина́ция                    | російська         |
| субордина́циjа                   | сербохорватська   |
| subōrdināre «підпорядковувати»  | середньолатинська |
| subordinácia                    | словацька         |
| subordinácija                   | словенська        |
| subordination «тс.»             | французька        |
| subordinace                     | чеська            |

## Історія
Субординація — це відносини, дії між одиницями спільноти, побудованої за ієрархічним принципом, що власне і полягають у безпосередньому підпорядкуванні одного члена ієрархії іншому.
Термін використовується у сферах професійної діяльності людей, де встановлюється чітка службова дисципліна — у військовій справі, державній службі тощо.
Розвиток концепції субординації в кроскультурному менеджменті відображає еволюцію у розумінні взаємин між культурами та управлінням їх різноманітною робочою силою. Субординація в цьому контексті відноситься до способу, яким керівництво організації взаємодіє зі своїми працівниками з різних культурних середовищ.
1. Період раннього кроскультурного менеджменту: На початковому етапі розвитку кроскультурного менеджменту увага переважно зосереджувалася на визначенні та розумінні різних культурних особливостей. Підходи до управління часто базувалися на ідеї культурної універсальності, де одна культура вважалася надійшою чи більш прогресивною, а інші підпорядковані цій культурі.
2. Зростання уваги до різноманітності: З часом у менеджменті з'явилася більша увага до різноманітності культурних підходів і стилів управління. Компанії стали усвідомлювати, що існує велика різниця між культурами, і не можна однозначно вважати одну культуру кращою за іншу. Це сприяло виникненню потреби в адаптації управлінських підходів до конкретних культурних контекстів.
3. Паритет та взаєморозуміння: Сучасний підхід до субординації в кроскультурному менеджменті ґрунтується на принципі паритету культур, де жодна культура не вважається переважною або підпорядкованою. Замість цього, створюються умови для взаєморозуміння, співпраці та взаємовивчення між різними культурами. Ключовим аспектом є розвиток навичок міжкультурного менеджменту серед керівників і працівників.
4. Управління диверсифікованою робочою силою: Сучасні організації розуміють важливість ефективного управління диверсифікованою робочою силою. Це означає прийняття різних методів та підходів до управління, які враховують культурні, етнічні, релігійні та інші особливості працівників.
5. Тривалий процес навчання: Субординація в кроскультурному менеджменті - це тривалий процес навчання та вдосконалення. Організації віддають увагу тренуванню свого керівництва та персоналу у навичках міжкультурного спілкування, взаєморозуміння та розв'язанні конфліктів.

Узагальнюючи, історія розвитку субординації в кроскультурному менеджменті свідчить про поступовий перехід від універсалістських підходів до більш адаптивних та враховуючих різноманіття культурних контекстів. Це вимагає постійної уваги до вивчення, розвитку та впровадження найкращих практик управління міжкультурними відносинами.

## Автори
1. Geert Hofstede - відомий за розвитком концепції культурних вимірів, в тому числі поняття субординації.
2. Fons Trompenaars - автор культурологічної моделі, яка досліджує взаємовідносини між культурами, включаючи аспекти субординації.
3. Edward T. Hall - дослідник міжкультурних комунікацій, вніс важливий внесок у розуміння культурних вимірів, які впливають на субординацію.
4. Harry C. Triandis - відомий за дослідженнями у сфері кроскультурної психології, включаючи аспекти субординації та культурних відмінностей у владі.
5. Robert J. House - автор теорії державництва та культурної динаміки, яка досліджує вплив культурних факторів на стилі лідерства і субординації.
6. Gary P. Ferraro - автор численних праць у галузі міжкультурного менеджменту та культурної антропології, включаючи розуміння субординації в організаційному контексті.
7. Shalom H. Schwartz - дослідник, який розробив теорію культурних цінностей, яка впливає на розуміння субординації та управління міжкультурними відносинами.
8. Mary Yoko Brannen - вона досліджує вплив культурних відмінностей на міжнародне управління та кроскультурні взаємодії, включаючи субординацію.
9. Richard M. Steers - автор досліджень у сфері міжнародного менеджменту та культурної психології, які стосуються субординації та міжкультурних відносин.
10. Nancy J. Adler - дослідниця, яка вивчає культурні виміри міжнародного бізнесу та управління персоналом, включаючи субординацію в різних культурних контекстах.

## Сутність
Субординація в кроскультурному менеджменті відноситься до способу, яким керівництво організації взаємодіє зі своїми працівниками з різних культурних середовищ. Сутність субординації в цьому контексті полягає в прийнятті та застосуванні підходів, що враховують культурні особливості та різноманіття у працівниках з метою ефективного управління.
Основні аспекти субординації в кроскультурному менеджменті включають:
1. Розуміння культурних відмінностей: Керівництво повинно бути свідомим культурних відмінностей між різними групами працівників. Це включає розуміння різних цінностей, переконань, комунікаційних стилів, підходів до роботи та інших аспектів культури.
2. Адаптація управлінських підходів: Субординація передбачає адаптацію управлінських підходів та методів до конкретних культурних контекстів. Це може включати зміни в комунікаційних стратегіях, стиль управління, системи мотивації та інші аспекти управління персоналом.
3. Підтримка взаєморозуміння: Субординація сприяє розвитку взаєморозуміння між керівництвом та працівниками різних культур. Це важливо для створення ефективних робочих відносин, зменшення конфліктів та підвищення робочої ефективності.
4. Створення відкритого середовища: Субординація передбачає створення відкритого та відчутного середовища, де працівники будуть комфортно висловлювати свої думки, ідеї та концепції, незалежно від їхнього культурного походження.

В цілому, субординація в кроскультурному менеджменті спрямована на підтримку різноманітності та визнання цінності кожної культури у контексті управління персоналом та досягнення спільних цілей організації.

## Сучасне використання
Сучасне використання субординації в кроскультурному менеджменті відображається в управлінських практиках, які спрямовані на ефективне взаємодію між працівниками з різних культурних та етнічних груп. Ось деякі аспекти сучасного використання та стану субординації в кроскультурному менеджменті:
1. Міжкультурна освіта та навчання: Сучасні організації активно інвестують у навчання свого персоналу щодо міжкультурних компетенцій та навичок управління. Це включає тренінги з міжкультурної комунікації, розвиток культурної чутливості та навичок розв'язання конфліктів.
2. Культурне різноманіття в колективі: Сучасні організації стикаються зі зростанням культурного різноманіття в своєму персоналі. Вони створюють стратегії для ефективного управління таким різноманіттям, в тому числі шляхом створення інклюзивних робочих середовищ та політик рівних можливостей.
3. Міжкультурне лідерство: Керівництво організацій визнає важливість міжкультурного лідерства для успішного управління. Міжкультурні лідери зазвичай володіють навичками адаптації, емпатії та культурної чутливості, що дозволяє їм ефективно взаємодіяти з працівниками різних культур.
4. Культурно-адаптивні підходи до управління: Організації намагаються створити управлінські практики та політики, які враховують різноманіття культурних контекстів. Це може включати розробку гнучких робочих графіків, адаптацію комунікаційних стратегій та розробку міжкультурних програм навчання та розвитку.
5. Використання технологій для сприяння міжкультурній співпраці: Сучасні технології, такі як віртуальні комунікаційні платформи та програми для онлайн-співпраці, допомагають зменшити географічні та культурні бар'єри для співпраці та сприяють ефективній субординації в кроскультурному менеджменті.

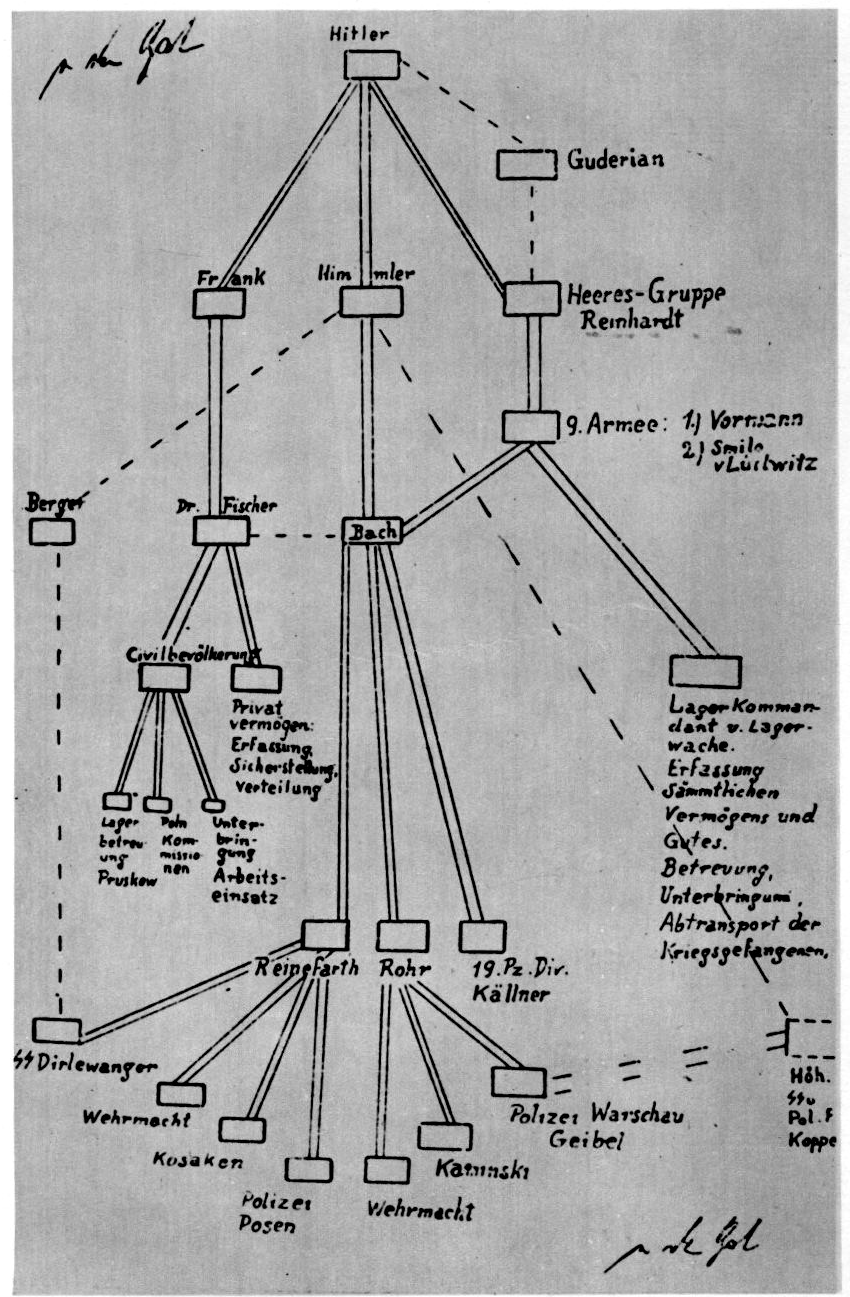
Субординація в німецькій армії (1944)

У цілому, сучасний стан субординації в кроскультурному менеджменті відображає зростаючу увагу до розуміння та управління культурним різноманіттям в організаціях. Сприятливе середовище для субординації вимагає постійної уваги до розвитку міжкультурних компетенцій та використання культурно-адаптивних підходів до управління персоналом.